# Indische Badmintonmeisterschaft 1974/75
Die Indische Badmintonmeisterschaft der Saison 1974/75 vom 22. bis zum 29. Dezember 1974 in Ludhiana statt. Es war die 39. Austragung der nationalen Titelkämpfe im Badminton in Indien.

## Titelträger
| Disziplin    | Sieger                     |
| ------------ | -------------------------- |
| Herreneinzel | Prakash Padukone           |
| Dameneinzel  | Ami Ghia                   |
| Herrendoppel | Raman Ghosh Davinder Ahuja |
| Damendoppel  | Ami Ghia Morin Mathias     |
| Mixed        | Suresh Goel Morin Mathias  |